# Lambda Geminorum
Lambda Geminorum (λ Gem / 54 Geminorum / HD 56537) es una estrella múltiple en la constelación de Géminis.
Se encuentra a 101 años luz de distancia del sistema solar.

## Características
La componente principal del sistema, Lambda Geminorum A, es una estrella blanca de la secuencia principal de tipo espectral A3V.
De magnitud aparente +3,58, su temperatura efectiva es de aproximadamente 8600 K.
Brilla con una luminosidad equivalente a 28 soles y tiene una masa de 2,2 masas solares.
Con un diámetro 2,4 veces más grande que el del Sol, su velocidad de rotación proyectada es de 154 km/s, lo que implica que completa una vuelta en menos de 19 horas.
Separada visualmente 10 segundos de arco de la componente A, Lambda Geminorum B tiene magnitud aparente +10,7 y su magnitud absoluta permite deducir que es una enana naranja de tipo K8.
Aunque no se ha observado movimiento orbital alguno en los últimos 200 años, ambas estrellas se mueven conjuntamente a través del espacio.
El período orbital de esta binaria supera los 3000 años y la separación media entre ambas estrellas es superior a 300 UA.
Una tercera estrella, Lambda Geminorum Ab, completa el sistema.
Descubierta mediante ocultación lunar, se mueve en una órbita muy próxima a la brillante estrella blanca —la separación respecto a ella es de sólo unas centésimas de segundo de arco—, no existiendo consenso en cuanto a sus características.
La edad del sistema se cifra en 900 millones de años.